# 佳木斯连环杀童案
佳木斯连环杀童案是2006年發生於黑龙江省佳木斯市向阳区松林社区的連環杀童案。在3月6日召开的新闻发布会上，警方公布的儿童死亡数目为5名，媒体指出是4男1女。传媒又指有6名儿童被杀，另有5名儿童被猥亵。
罪犯宫润伯于1973年7月出生，为2004年底出狱的刑满释放人员（强奸幼女罪），租住在向阳区一片棚户区内。宫润伯是“天麒网吧”的常客。据宫润伯交待，受害幼童皆是其在网吧诱骗至家中后，施以男男强奸，虐待和杀害的。案发时间为2004年底开始至2006年2月28日为止。破案线索是根据一名侥幸逃脱的受害男孩向警方直接报案而来的。
2006年7月14日佳木斯市中级人民法院以故意杀人罪，判处判处宫润伯死刑，剥夺政治权利终身；以猥亵儿童罪，判处有期徒刑五年；决定执行死刑，剥夺政治权利终身；赔偿各附带民事诉讼原告人死亡赔偿金合计661840元。原告人不服，提出上诉。12月20日，黑龙江省高级人民法院作出驳回上诉、维持原判的终审裁定。12月31日，经黑龙江省高级人民法院核准，佳木斯市中级人民法院对宫润伯执行死刑。

## 受害人及其家属名单
依2006年3月5日《华商城报》上名单显示，有以下受害者。 
| 受害者             | 家属                 |
| ------------------ | -------------------- |
| 白金龙（男，15岁） | 陈玉芳（母亲，53岁） |
| 江富元（男，12岁） | 屈冬梅（母亲，31岁） |
| 王胜利（女，11岁） | 卜玉娥（奶奶，53岁） |
| 武抒田（男，10岁） | 陈淑芬（母亲，35岁） |
| 马千里（男，10岁） | 谢红艳（母亲，35岁） |

以上名单为官方媒体公布，作为事件亲历者，这个人数远不止于此，现场搜出儿童鞋子32双。所以死亡儿童人数，并不可靠。

## 案发经过
2005年3月16日，王胜利早晨上学后就一直未归，家人多方寻找一直未果。
10月22日周六，江富元上午在家中做作业，中午12时，屈冬梅和丈夫出外给儿子买馒头准备当作午饭，在她们十多分钟后返回家里时，突然发现江富元消失了，“是穿着拖鞋消失的……”。
12月11日，马千里在上午9时许送弟弟去幼儿园后一直未归。
12月31日，白金龙在13时向家里人说“我出去玩一会儿后”，他骑着深绿色26飞鸽牌自行车出去后就一直没有回来。
2006年1月7日，武抒田早晨7点离开家里“去附近网吧玩一会儿后”，就一直未归。
2月26日晚上，佳木斯市一小学学生在向阳区“天麒网吧”结识了一位约30岁的男人，2月27日早上7时许，该男子将小孩诱骗至位于某砂石厂附近的一个房屋内，恐吓威胁后将其猥亵。2月28日14时许，该小孩在母亲陪同下向警方报案。15时20分，民警在向阳区松林社区12组一出租房屋内，找到案发现场，并发现屋内有4具已腐败的男孩尸体。经过查找房主得知，现居住人为宫润伯，外号“大扣子”。公安人员随即将获得的嫌犯照片，给男童辨认，男童确认此人。并于当日17时许，将到“天麒网吧”准备上网的宫润伯当场抓获。之后警方带宫润伯到案发现场指认。
警方一度把网吧老板带走，3月上旬此网吧被关闭。但根据传言，即使案件传开后的几天，依然有许多孩子到这间网吧玩。抓获嫌凶后，家长们接到通知，前去殡仪馆辨认尸体及死者衣物。家长见到尸体时，发现“已经风干的所有孩子的眼睛都被抠去、所有孩子都被开膛、内脏被掏空、生殖器被割掉……”
警方透露或尚有其他受害者，之前2月28日晚上11时，有一失踪小孩家长来到侦办此案的佳木斯市向阳区刑警大队，一位值班人员向此家长表示：“确实有上网吧的孩子被害，但是社会传的那些并不准确。”家长又打电话到监督警风的一名警官的手机里，这名警官同样表示：“社会上传说的被害人数并不准确，据我掌握的情况，被害人中没有符合你孩子条件的。嫌疑人已被抓获，但案子还没处理完，更多的情况我不能告诉你。”
3月7日，从凶杀现场挖出多件衣物。3月8日警方带疑犯宫润伯第二次指认现场，但宫润伯没有被带出车。并封锁胡同口。上午10时15分，一辆车送来6名警察，接着有数名便衣尾随而至，5个扛着锹、镐的农民工也被送到。警方再次对案发地二层楼下进行挖掘，16时许，两名戴着白色手套公安人员被送来，人群中有人说是法医，随后不断有领导模样公安人员抵达现场；17时30分，4名公安人员从案发现场费力搬出4个装满东西的编织袋子，记者发现4个袋子未扎口，其中一个编织袋鼓鼓囊囊，两个编织袋子稍小些，还有一个蓝色方便袋隐约可见装满黑乎乎的东西。随后，两名民警把4个袋子装入轿车后备箱驶离现场。
后来公安部、黑龙江省公安厅相继派出人员对此案开展侦查及核查工作。经对遗留在现场的血迹和牙齿等进行进一步勘查和DNA检验，又发现另一男性儿童遇害。犯罪嫌疑人宫润伯在证据确凿下，供认了曾杀害一名流浪儿童的罪行。

## 注解
1. 1 2  记者：梁书斌、邹大鹏. . 现代快报网站，来源：新华网.   [2016-03-31]. （原始内容存档于2016-06-24） （简体中文）.
2. 1 2  记者：贺东旭. . 新浪网，来源：北方网——来源：生活报. 2006-07-14  [2016-03-31]. （原始内容存档于2016-04-13） （简体中文）.
3. ↑  之前有传言宫润伯是网吧管理员；另外之前有报导音译其姓名为宫润“柏”，现证实有误。
4. ↑  各报章没列出该小孩姓名，此举或是为了保护此受害者。但也可能是警方故意其隐瞒身份，以掩盖其无能。根据传言，这名男孩在松林派出所报案后竟然不受理，这名小孩到另外一所派出所报案，此案方破。与警方的说法有出入。